# درصاف قنواطی
درصاف قنواطی (زادهٔ ۱۹۸۴) داور فوتبال اهل تونس است. او نخستین زنی است که یک مسابقهٔ لیگ دسته اول فوتبال تونس را قضاوت کرده‌است.
او که استاد تربیت بدنی است، فوتبال را با دروازه‌بانی آغاز کرد و از سال ۲۰۱۱ داور فوتبال است. از سال ۲۰۱۵ او داور بین‌المللی فیفا است.